# Пашкевич, Анна Иосифовна
Пашкевич (Дунец) Анна Иосифовна (бел. Пашкевіч Ганна Юзэфаўна; 1922, Щёкаты, Мядельский район, Минская область, БССР — ?) — участница антифашистского подпольного движения в годы Великой Отечественной войны, заслуженный учитель БССР.

## Биография
Родилась в деревне Щёкаты Мядельского района. Отец рано умер, мать батрачила у пана Быховца в имении Геранимово.
В 1939 году, после присоединения Западной Белоруссии, окончила учительские курсы и получила направление в Промышлядскую начальную школу Поставского района. Параллельно с работой, проводила агитационную работу. В честь создания первой комсомольской организации в деревне Новосёлки Анна с подругами на красном флаге вышили комсомольский значок.
Во время летних каникул 1941 года началась война. Танки шли со стороны города Поставы. Анна забежала в Новоселковский сельсовет, а потом в избу-читальню, где сорвала полотнище комсомольского Красного знамени с древка, обвязала туловище и сверху надела юбку. Когда вернулась в деревню Охабни (сейчас Мядельский район), спрятала флаг на чердаке. Затем спрятала его в кувшин и зарыла в ближайшем лесу.
Позднее с матерью переехала в деревню Колеевцы (Поставский район), куда однажды наведались командир партизанского отряда «Слава» Василий Николаевич Осененко и секретарь подпольного райкома партии Иван Максимович Евмененко. Анна передала им флаг, а сама стала связной партизанского отряда «Слава» бригады имени Ворошилова.
Анна также выполняла различные задания партизан, ездила в Вильно, Свенцяны с целью добыть медикаменты и для сбора сведений про врага.
Позднее организовала учебы детей в деревне Колеевцы. Она учила детей по единственному учебнику «Родное слово», на партизанских листовках. Довоенный номер «Пионерской правды» использовали как букварь. Сейчас он хранится в Белорусском государственном музее истории Великой Отечественной войны.
В мирное время работала в деревне Маньковичи, учила детей младших классов. Ей было присвоено звание заслуженной учительницы БССР.
Красное знамя, которое сохранила Анна Иосифовна Пашкевич, хранится в Поставском районном краеведческом музее.

## Из книги Залесского
"Большую находчивость и самоотверженность проявила молодая учительница села Калеевцы Вилейской области Анна Иосифовна Пашкевич. Она всю войну одна работала в школе, куда приходили дети села Калеевцы и соседних деревень. Несмотря на то что в нескольких километрах от села стоял большой гарнизон гитлеровцев, патриотка обучала детей по советским программам и учебникам. Когда фашисты приезжали в деревню, ребята быстро прятали свои советские учебники в тайник, устроенный между печкой и стеной, а учительница доставала из шкафа и раскладывала по партам старые журналы, издававшиеся еще в буржуазной Польше. В школе не осталось ни одного учебника истории СССР, и Анна Иосифовна заменяла его своим живым рассказом о прошлой тяжелой жизни при буржуазном строе, об освобождении трудящихся Западной Белоруссии в 1939 г. войсками Красной Армии, о необходимости борьбы против фашистских оккупантов. Родной язык ребята этой школы изучали не только по учебникам, которых было очень мало, но и по партизанским газетам и листовкам.                                                                                                                                                                                                           Во время занятий старшие ученики расставляли на подступах к школе свои дозоры, ребята вместе с учительницей сами заготовляли на зиму дрова и топили свою школу. Учительница нередко оказывала наиболее нуждающимся детям помощь в питании. Так занималась А. И. Пашкевич со всеми четырьмя классами до конца фашистской оккупации. В 1943/44 учебном году село Калеевцы оказалось в партизанской зоне. Выпускные экзамены весной 1944 г. учащиеся 4 класса держали в присутствии двух партизанских командиров, сидевших за столом вместе с учительницей".